# Солянуватська сільська рада
Солянуватська сільська рада — адміністративно-територіальна одиниця та орган місцевого самоврядування у Самбірському районі Львівської області. Адміністративний центр — село Солянуватка. На даний час входить до Добромильської об'єднананої територіальної громади з 2020 року.

## Загальні відомості
Солянуватська сільська рада утворена в 1939 році.

## Населені пункти
Сільській раді підпорядковані населені пункти:
- с. Солянуватка
- с. Губичі

## Склад ради
Рада складається з 16 депутатів та голови.

### Керівний склад попередніх скликань
| ПІБ                      | Основні відомості                                                                | Дата обрання | Дата звільнення |
| ------------------------ | -------------------------------------------------------------------------------- | ------------ | --------------- |
| Горба Богдан Франкович   | Сільський голова, 1956 року народження, освіта вища, член Народного Руху України | 26.03.2006   | 31.10.2010      |
| Івашко Василь Васильович | Сільський голова, 1974 року народження, освіта середня загальна, безпартійний    | 31.10.2010   |                 |

Примітка: таблиця складена за даними джерела

### Депутати
За результатами місцевих виборів 2010 року депутатами ради стали:

#### За суб'єктами висування
| Суб'єкт висування | Кількість обраних депутатів | %   |
| ----------------- | --------------------------- | --- |
| Самовисування     | 16                          | 100 |

#### За округами
| № округу | Прізвище, ім'я, по батькові         | Дата визнання обраним | Освіта             | Партійна приналежність | Відомості про обраного депутата                                       |
| -------- | ----------------------------------- | --------------------- | ------------------ | ---------------------- | --------------------------------------------------------------------- |
| 1        | Комнатовський Ігор Михайлович       | 18.11.2010            | вища               | позапартійний          | тимчасово не працює                                                   |
| 2        | Гаківник Василь Андрійович          | 18.11.2010            | вища               | позапартійний          | пенсіонер                                                             |
| 3        | Бурдюк Володимир Васильович         | 18.11.2010            | вища               | позапартійний          | тимчасово не працює                                                   |
| 4        | Лужецький Тарас Григорович          | 18.11.2010            | вища               | позапартійний          | тимчасово не працює                                                   |
| 5        | Мальдівський Іван Іванович          | 18.11.2010            | вища               | позапартійний          | тимчасово не працює                                                   |
| 6        | Гадевич Василь Степанович           | 18.11.2010            | середня            | позапартійний          | тимчасово не працює                                                   |
| 7        | Гера Марія Василівна                | 18.11.2010            | вища               | позапартійна           | Солянуватська сільська рада, секретар                                 |
| 8        | Роман Леся Богданівна               | 18.11.2010            | середня спеціальна | позапартійна           | Трушевицька загальноосвітня школа I–II ст., вчитель початкових класів |
| 9        | Водний Степан Михайлович            | 18.11.2010            | вища               | позапартійний          | тимчасово не працює                                                   |
| 10       | Городецький Михайло Тарасович       | 18.11.2010            | середня спеціальна | позапартійний          | тимчасово не працює                                                   |
| 11       | Кравчишин Андрій Володимирович      | 18.11.2010            | вища               | позапартійний          | тимчасово не працює                                                   |
| 12       | Добровольська Олександра Богданівна | 18.11.2010            | середня            | позапартійна           | тимчасово не працює                                                   |
| 13       | Гавриляк Богдан Миколайович         | 18.11.2010            | середня            | позапартійний          | тимчасово не працює                                                   |
| 14       | Гичка Микола Степанович             | 18.11.2010            | середня            | позапартійний          | тимчасово не працює                                                   |
| 15       | Войтович Олег Михайлович            | 18.11.2010            | середня            | позапартійний          | тимчасово не працює                                                   |
| 16       | Городецький Ярослав Васильович      | 18.11.2010            | середня            | позапартійний          | тимчасово не працює                                                   |